# Juliette (Kartoffel)

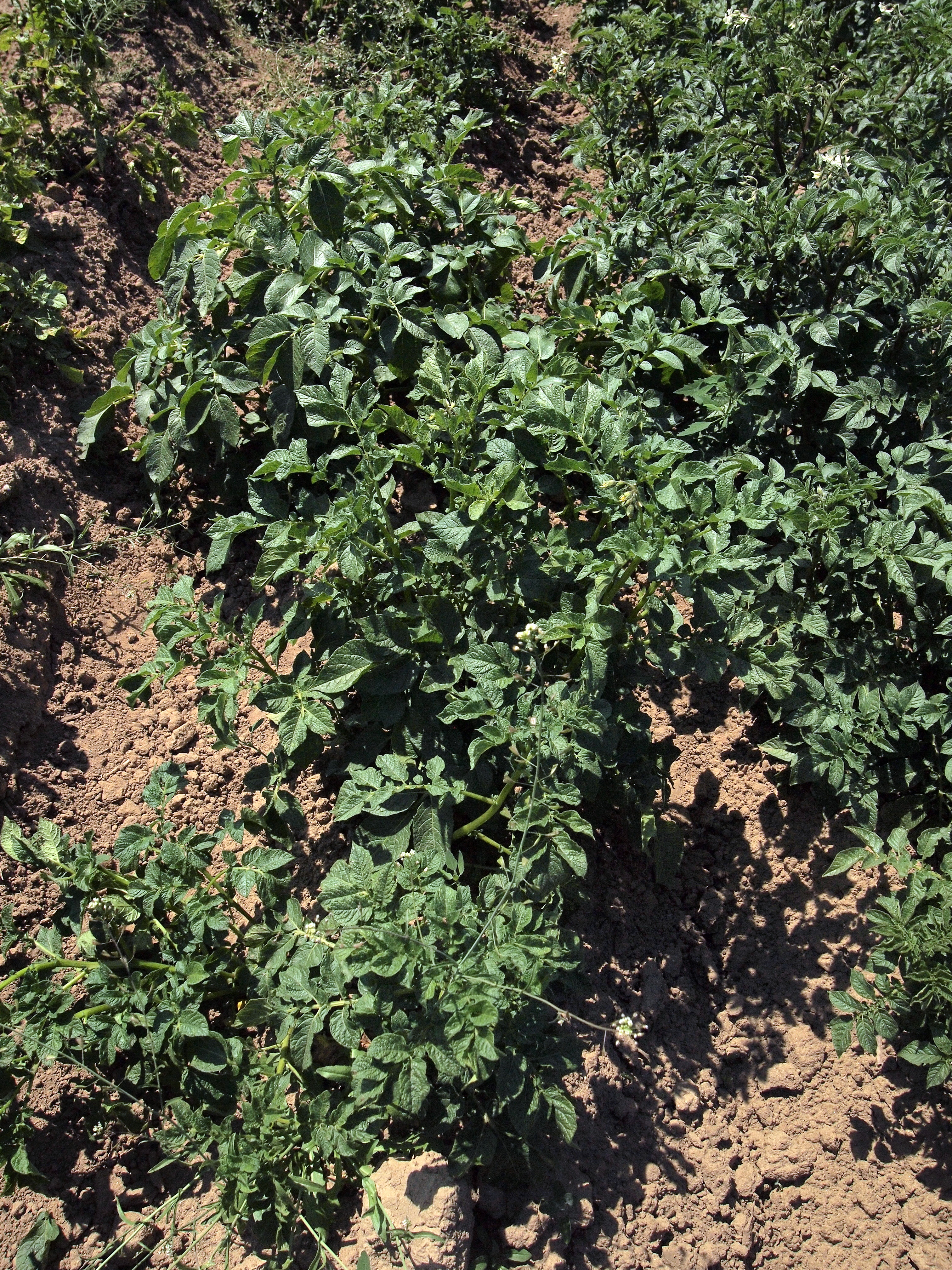
Kartoffelpflanzen der Sorte Juliette

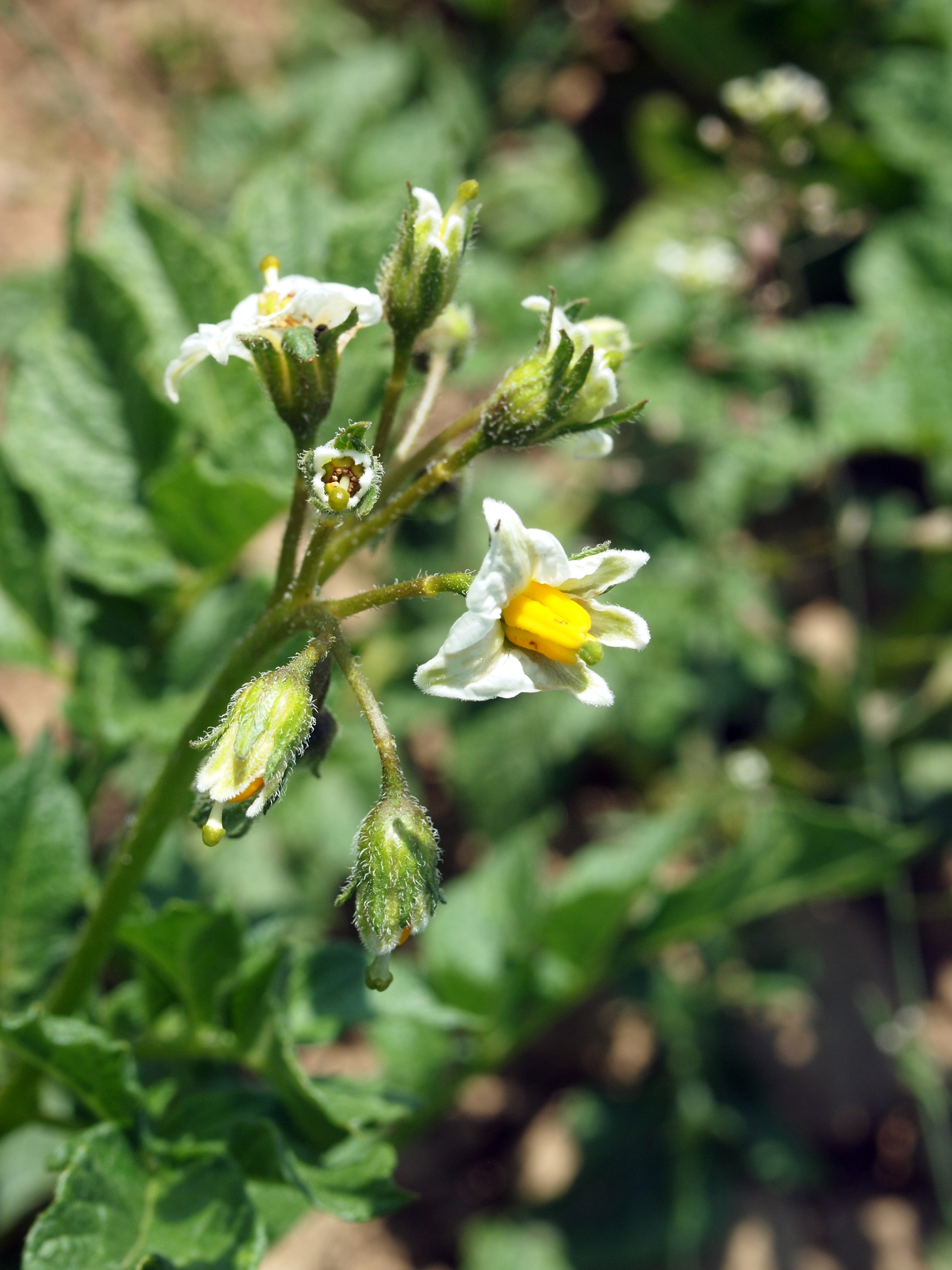
Blüte einer Kartoffelpflanze der Sorte Juliette

Juliette ist eine Sorte der Speisekartoffeln. Sie entstand durch Kreuzung von Kartoffelpflanzen der Sorten Hansa und Nicola.
Sie stammt aus Frankreich und erhielt ihre Zulassung als Speisekartoffel 1997. Die spät reifenden Pflanzen bringen längliche Knollen mit gelber Schale und gelber Fleischfarbe hervor; die Augentiefe ist flach. Juliette gehört zu den festkochenden Sorten; hierdurch und durch ihren sehr aromatischen Geschmack eignet sie sich besonders zur Herstellung von Kartoffelsalat. Sie weist eine hohe Knollenzahl pro Pflanze auf, weshalb sie sich ferner gut für die Produktion von Baby-Kartoffeln eignet.
Im Gegensatz zu Nicola, deren Schale leicht verletzt werden kann, hat die aus ihr gezüchtete Juliette eine dickere Schale, was das Roden und Lagern erleichtert. Juliette ist resistent gegen Kartoffelnematoden, jedoch anfällig für Kartoffelkrebs.